# Saison 6 de Younger
 (juin 2019).
Si vous disposez d'ouvrages ou d'articles de référence ou si vous connaissez des sites web de qualité traitant du thème abordé ici, merci de compléter l'article en donnant les références utiles à sa vérifiabilité et en les liant à la section « Notes et références ».
Chronologie
Saison 5 Saison 7
Cet article présente le guide des épisodes de la sixième saison de la série télévisée Younger.

## Synopsis
Liza a 40 ans et est mère célibataire récemment divorcée qui cherche un emploi, ce qui s'avère être difficile pour une femme de son âge. Après une remarque d'un jeune homme Josh qui l'avait trouvé jeune, elle décide de se faire rajeunir grâce à du maquillage à l'aide de sa meilleure amie Maggie et se fait passer pour une femme de 26 ans. Dans son nouveau travail, elle devient l'assistante de Diana et la collègue de Kelsey.

## Distribution

### Acteurs principaux
- Sutton Foster (VF : Véronique Desmadryl) : Liza Miller
- Hilary Duff (VF : Julie Turin) : Kelsey Peters
- Debi Mazar (VF : Vanina Pradier) : Maggie Amato
- Miriam Shor (VF : Ivana Coppola) : Diana Trout
- Nico Tortorella(VF : Donald Reignoux) : Josh
- Peter Hermann (VF : Constantin Pappas) : Charles Brooks
- Molly Bernard (VF : Edwige Lemoine) : Lauren Heller
- Charles Michael Davis (VF : Namakan Koné) : Zane Anders

### Acteurs récurrents
- Phoebe Dynevor (VF : Anaïs Delva) : Clare
- Annaleigh Ashford (VF : Leslie Lipkins) : Shelly Rozansky

### Invités
- Laura Benanti (VF : Marie-Frédérique Habert) : Quinn Tyler
- Chris Tardio (VF : Marc Saez) : Enzo De Luca
- Michael Urie (VF : Damien Witecka) : Redmond
- Grant Shaud (VF : Patrick Borg) : Bob Katz
- Willa Fitzgerald (VF : Youna Noiret) : Audrey Colbert
- Nicole Ari Parker (VF : Emmanuelle Bodin) : Beth
- Becky Ann Baker : Bronwyn Madigan
- Shawna Christensen (VF : Nadine Girard) : Hayley Butler
- Mark Deklin : Cameron Butler
- Cady Huffman (VF : Nadine Girard) : Nurse Maureen
- Lou Taylor Pucci (VF : Antoine Fleury) : Travis Jason

## Épisodes

### Épisode 1:C'est le grand jour!
- États-Unis /  Canada : 12 juin 2019 sur TV Land / CTV 2
- France : 5 janvier 2020 sur Téva

- États-Unis : 640 000 téléspectateurs (première diffusion)

### Épisode 2:La Cuvette de l'amour
- États-Unis /  Canada : 19 juin 2019 sur TV Land / CTV 2
- France : 5 janvier 2020 sur Téva

- États-Unis : 580 000 téléspectateurs (première diffusion)

### Épisode 3:Usual suspecte
- États-Unis /  Canada : 26 juin 2019 sur TV Land / CTV 2
- France : 5 janvier 2020 sur Téva

- États-Unis : 530 000 téléspectateurs (première diffusion)

### Épisode 4:Le Visage de Mercury
- États-Unis /  Canada : 10 juillet 2019 sur TV Land / CTV 2
- France : 12 janvier 2020 sur Téva

- États-Unis : 650 000 téléspectateurs (première diffusion)

### Épisode 5:La Troisième Jambe
- États-Unis /  Canada : 17 juillet 2019 sur TV Land / CTV 2
- France : 12 janvier 2020 sur Téva

- États-Unis : 630 000 téléspectateurs (première diffusion)

### Épisode 6:Microdosage
- États-Unis /  Canada : 24 juillet 2019 sur TV Land / CTV 2
- France : 12 janvier 2020 sur Téva

- États-Unis : 490 000 téléspectateurs (première diffusion)

### Épisode 7:Talents cachés
- États-Unis /  Canada : 31 juillet 2019 sur TV Land / CTV 2
- France : 19 janvier 2020 sur Téva

- États-Unis : 450 000 téléspectateurs (première diffusion)

### Épisode 8:Pas si milléniale
- États-Unis /  Canada : 7 août 2019 sur TV Land / CTV 2
- France : 19 janvier 2020 sur Téva

- États-Unis : 610 000 téléspectateurs (première diffusion)

### Épisode 9:La Bonne Attitude
- États-Unis /  Canada : 14 août 2019 sur TV Land / CTV 2
- France : 19 janvier 2020 sur Téva

- États-Unis : 550 000 téléspectateurs (première diffusion)

### Épisode 10:Le Nerf de la guerre
- États-Unis /  Canada : 21 août 2019 sur TV Land / CTV 2
- France : 26 janvier 2020 sur Téva

- États-Unis : 640 000 téléspectateurs (première diffusion)

### Épisode 11:Héroïne digitale
- États-Unis /  Canada : 28 août 2019 sur TV Land / CTV 2
- France : 26 janvier 2020 sur Téva

- États-Unis : 550 000 téléspectateurs (première diffusion)

### Épisode 12:L'Esprit de famille
- États-Unis /  Canada : 4 septembre 2019 sur TV Land / CTV 2
- France : 26 janvier 2020 sur Téva

- États-Unis : 630 000 téléspectateurs (première diffusion)